# BRIT Awards/International Group
Der  Brit Award for International Group wurde erstmals 1986 im Rahmen der BRIT Awards von der British Phonographic Industry (BPI) verliehen. Er richtet sich an internationale Musikbands, Gruppen oder Projekte, die nicht aus dem Vereinigten Königreich stammen.
Die Gewinner und Nominierten werden von einem Komitee bestehend aus über eintausend Mitgliedern gewählt. Das Wahlkomitee besteht aus verschiedenen Mitarbeitern von Plattenfirmen und Musikzeitschriften, Manager und Agenten, Angehörigen der Medien sowie vergangene Gewinner und Nominierte.
Der Award wurde erstmals 1986 verliehen. Der erste Sieger war Huey Lewis & the News. Nicht verliehen wurde der Preis bei den BRIT Awards 2010 und den BRIT Awards 2020, kehrte jedoch jedes Mal im nächsten Jahr wieder zurück.
Dave Grohl, Jay-Z und Beyoncé sind die einzigen Künstler, die mit mehreren Gruppen nominiert waren. Während Dave Grohl mit Nirvana nicht erfolgreich war, gewann er mit den Foo Fighters vier Mal. Beyoncé dagegen gewann zweimal: einmal als Teil von Destiny’s Child und einmal mit ihrem Ehemann Jay-Z mit The Carters. Jay-Z war außerdem als Teil eines Duos mit Kanye West nominiert.

## Übersicht
| Jahr | Sieger                  | Nominierte                                                                                  |
| ---- | ----------------------- | ------------------------------------------------------------------------------------------- |
| 1986 | Huey Lewis and the News | - The Cars - Kool & the Gang - Talking Heads - ZZ Top                                       |
| 1987 | The Bangles             | - A-ha - Bon Jovi - Cameo - Huey Lewis and the News                                         |
| 1988 | U2                      | - Bon Jovi - Fleetwood Mac - Heart - Los Lobos                                              |
| 1989 | U2                      | - Bon Jovi - Fleetwood Mac - INXS - Womack & Womack                                         |
| 1990 | U2                      | - Bon Jovi - De La Soul - Guns N’ Roses - Gipsy Kings - Milli Vanilli                       |
| 1991 | INXS                    | - The B-52's - De La Soul - Faith No More - Roxette                                         |
| 1992 | R.E.M.                  | - Extreme - Guns N’ Roses - INXS - U2                                                       |
| 1993 | R.E.M.                  | - Crowded House - En Vogue - Nirvana - U2                                                   |
| 1994 | Crowded House           | - Nirvana - Pearl Jam - Spin Doctors - U2                                                   |
| 1995 | R.E.M.                  | - Counting Crows - The Cranberries - Crash Test Dummies - Neil Young & Crazy Horse          |
| 1996 | Bon Jovi                | - Foo Fighters - Garbage - Green Day - TLC                                                  |
| 1997 | Fugees                  | - Boyzone - The Presidents of the United States of America - R.E.M. - The Smashing Pumpkins |
| 1998 | U2                      | - Daft Punk - Eels - Hanson - No Doubt                                                      |
| 1999 | The Corrs               | - Air - Beastie Boys - Fun Lovin’ Criminals - R.E.M.                                        |
| 2000 | TLC                     | - Beastie Boys - The Cardigans - Mercury Rev - Red Hot Chili Peppers                        |
| 2001 | U2                      | - The Corrs - Santana - Savage Garden - Westlife                                            |
| 2002 | Destiny’s Child         | - Daft Punk - Limp Bizkit - R.E.M. - The Strokes                                            |
| 2003 | Red Hot Chili Peppers   | - Foo Fighters - Nickelback - Röyksopp - The White Stripes                                  |
| 2004 | The White Stripes       | - The Black Eyed Peas - Kings of Leon - Outkast - The Strokes                               |
| 2005 | Scissor Sisters         | - Green Day - Maroon 5 - Outkast - U2                                                       |
| 2006 | Green Day               | - Arcade Fire - The Black Eyed Peas - U2 - The White Stripes                                |
| 2007 | The Killers             | - The Flaming Lips - Gnarls Barkley - Red Hot Chili Peppers - Scissor Sisters               |
| 2008 | Foo Fighters            | - Arcade Fire - Eagles - Kings of Leon - The White Stripes                                  |
| 2009 | Kings of Leon           | - AC/DC - Fleet Foxes - The Killers - MGMT                                                  |
| 2010 | nicht vergeben          | nicht vergeben                                                                              |
| 2011 | Arcade Fire             | - The Black Eyed Peas - Kings of Leon - The Script - Vampire Weekend                        |
| 2012 | Foo Fighters            | - Fleet Foxes - Jay-Z & Kanye West - Lady Antebellum - Maroon 5                             |
| 2013 | The Black Keys          | - Alabama Shakes - Fun - The Killers - The Script                                           |
| 2014 | Daft Punk               | - Arcade Fire - Haim - Kings of Leon - Macklemore & Ryan Lewis                              |
| 2015 | Foo Fighters            | - 5 Seconds of Summer - The Black Keys - First Aid Kit - The War on Drugs                   |
| 2016 | Tame Impala             | - Alabama Shakes - Eagles of Death Metal - Major Lazer - U2                                 |
| 2017 | A Tribe Called Quest    | - Drake & Future - Kings of Leon - Nick Cave and the Bad Seeds - Twenty One Pilots          |
| 2018 | Foo Fighters            | - Arcade Fire - Haim - The Killers - LCD Soundsystem                                        |
| 2019 | The Carters             | - Brockhampton - Chic - First Aid Kit - Twenty One Pilots                                   |
| 2020 | nicht vergeben          | nicht vergeben                                                                              |
| 2021 | Haim                    | - BTS - Fontaines D.C. - Foo Fighters - Run the Jewels                                      |
| 2022 | Silk Sonic              | - ABBA - BTS - Måneskin - The War on Drugs                                                  |
| 2023 | Fontaines D.C.          | - Blackpink - Drake & 21 Savage - First Aid Kit - Gabriels                                  |
| 2024 | Boygenius               | - Blink-182 - Foo Fighters - Gabriels - Paramore                                            |
| 2025 | Fontaines D. C.         | - Amyl and the Sniffers - Confidence Man - Future und Metro Boomin - Linkin Park            |

## Mehrfachgewinner und -nominierte

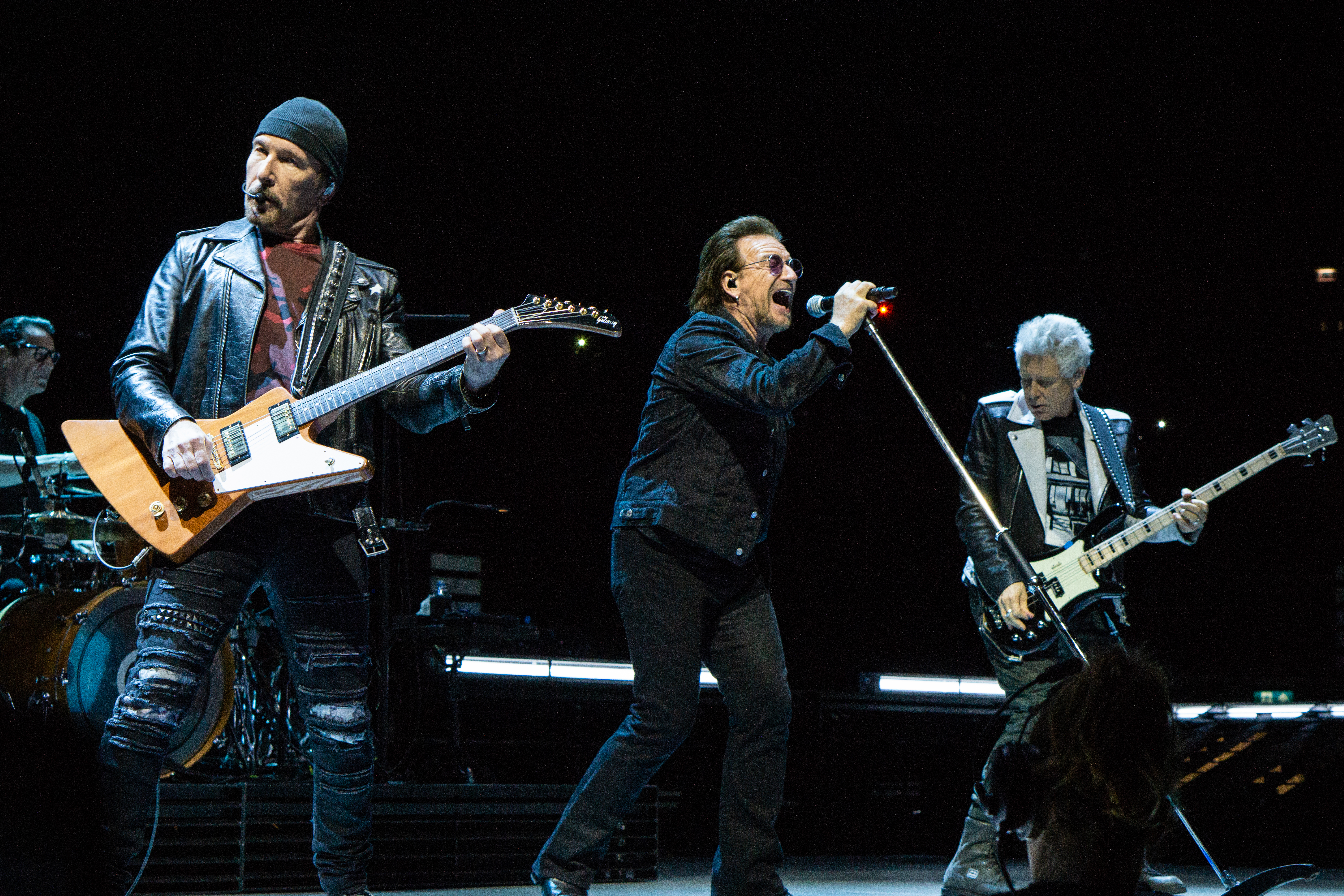
U2 gewannen den Award fünf Mal und waren insgesamt elf Mal nominiert

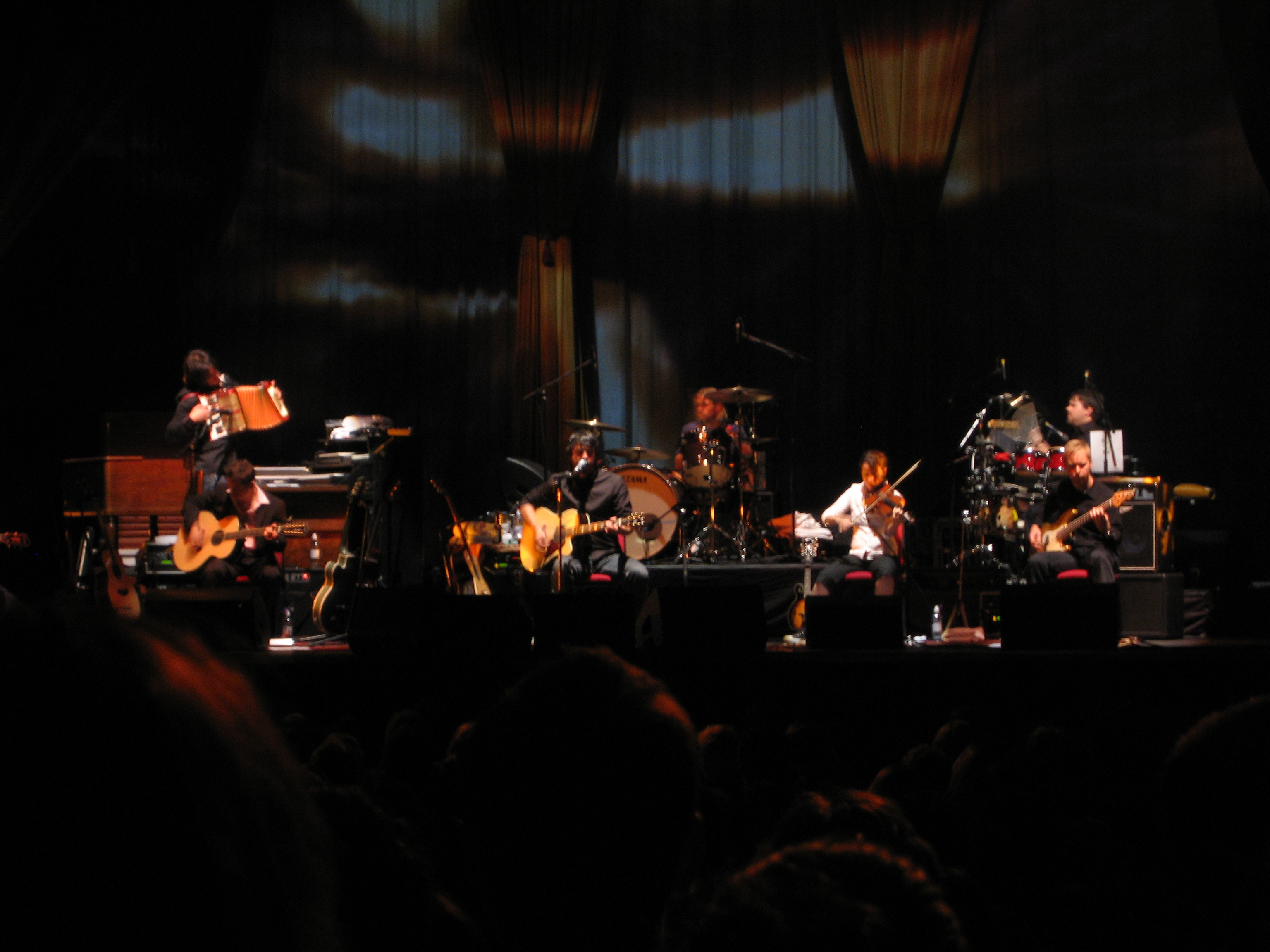
Ähnlich erfolgreich waren nur die Foo Fighters, die sieben Mal nominiert waren und den Award vier Mal gewannen

Stand: 2025
| Nominations | Artist                  |
| ----------- | ----------------------- |
| 11          | U2                      |
| 8           | Foo Fighters            |
| 6           | Kings of Leon           |
| 6           | R.E.M.                  |
| 5           | Arcade Fire             |
| 5           | Bon Jovi                |
| 4           | The Killers             |
| 4           | The White Stripes       |
| 3           | The Black Eyed Peas     |
| 3           | Daft Punk               |
| 3           | First Aid Kit           |
| 3           | Green Day               |
| 3           | Haim                    |
| 3           | INXS                    |
| 3           | Red Hot Chili Peppers   |
| 2           | Alabama Shakes          |
| 2           | Beastie Boys            |
| 2           | The Black Keys          |
| 2           | The Corrs               |
| 2           | Crowded House           |
| 2           | De La Soul              |
| 2           | First Aid Kit           |
| 2           | Drake                   |
| 2           | Fleet Foxes             |
| 2           | Fleetwood Mac           |
| 2           | Future                  |
| 2           | Gabriels                |
| 2           | Guns N' Roses           |
| 2           | Huey Lewis and the News |
| 2           | Maroon 5                |
| 2           | Nirvana                 |
| 2           | Outkast                 |
| 2           | Scissor Sisters         |
| 2           | The Script              |
| 2           | The Strokes             |
| 2           | TLC                     |
| 2           | Twenty One Pilots       |

| Awards | Artist       |
| ------ | ------------ |
| 5      | U2           |
| 4      | Foo Fighters |
| 3      | R.E.M.       |